# Francesco Gallo (militare)
Francesco Gallo (Catania, 14 luglio 1905 – Dobrota, 20 aprile 1944) è stato un militare italiano, Maresciallo Capo dell'Arma dei Carabinieri, decorato di medaglia d'oro al valor militare (M.O.V.M.) alla memoria.
Arruolatosi nei Carabinieri nel 1925 dopo aver interrotto gli studi, aveva partecipato alla Guerra d'Etiopia e nel 1939 all'occupazione dell'Albania. l'8 settembre del 1943 Gallo aveva raggiunto il grado di maresciallo capo dell'Arma e si trovava nei pressi di Cattaro, precisamente a Dobrota. Con l'armistizio Gallo si schierò contro ii tedeschi, e catturato di lì a poco venne internato in un campo di concentramento locale. Gallo, nonostante i tanti tentativi dei prigionieri di convincerlo a collaborare con i neofascisti, non venne a compromessi e continuò ad incoraggiare i compagni di prigionia a resistere e non collaborare con i tedeschi. Per sette mesi Gallo seppe resistere a lusinghe e minacce e fu lasciato morire di fame e di stenti.

## Onorificenze
Data concessione: D.P.R. 20 dicembre 1948